# 酸性ガス
酸性ガス（さんせいガス、英: Acid gas）は硫化水素(H2S)、二酸化炭素 (CO2) や同様の酸性のガスを多く含む天然ガスやその他のガスの混合物である。
酸性ガスとサワーガス(sour gas)という言葉はよくまちがって同義語として取り扱われる。厳密にはサワーガスは硫化水素を多く含んだガスで、一方で、酸性ガスは二酸化炭素 (CO2)や硫化水素のような酸性のガスを含んだガスである。よって、二酸化炭素自体は、酸性ガスであるがサワーガスではない。

## 考察
硫化水素や二酸化炭素を含むそのままの天然ガスが使われる前は、ガスを不純物を受け入れ可能なレベルまで減らすように取り扱っていた。一般にアミンガス処理プロセスで行われていた除去されたH2Sは、多くは副生成物である硫黄元素へ硫黄回収装置にて転換したり、価値のある硫酸へ WSAプロセスにて転換する。
石油精製や天然ガスのプラントでメルカプタンや硫化水素を除去するプロセスは、スイートニングプロセスと呼ばれている。これはプロセスを通した後の生成物がメルカプタンや硫化水素の悪臭が付いていない（サワーでない）生成物となるからである。 
硫化水素は毒性のガスである。多くの材料は硫化物応力割れに感受性を持つため、サワーガスを取り扱う配管や機器に制限をもたらす。 